# Taddeo Gaddi
Taddeo Gaddi (?, oko 1300. – Firenca, 1366.) najznačajniji je učenik i sljedbenik Giotta.
Sin umjetnika Gaddo Gaddija o kojemu se skoro ništa ne zna, Taddeo se obučavao kod slavnog Giottoa kojemu je kasnije bio glavni asistent. Cennino Cennini spominje da mu je Giotto bio kum i da su surađivali 24 godine. Neki navode tešku ozljedu oka 1339. godine.
Glavno djelo su mu ciklusi fresaka iz Marijina života u kapeli Baroncelli u firentinskoj crkvi Sta Croce. Značajan slikar talijanskog trecenta (1300te). Udaljava se od tradicionalnih ikonografskih shema. Primjenjuje realistične tendencije (Triptih s Majkom Božjom).
Prema nekim znanstvenicima, surađivao je u poliptihu Stefaneschi u Rimu. Njegova druga djela obuhvaćaju Madonnu u Bernu, Poklonjenje magima u Dijonu, Priče o Jobu (Pisa, Camposanto Monumentale), Madonu ustoličenu s djetetom, anđelima i svecima (Firenca, galerija Uffizi), Stigmatizaciju svetog Franje (Cambridge, MA, Muzeji umjetnosti Harvard), Madonna del Parto (Firenca) i Poliptih u sakristiji Santa Felicite, Firenca. Barcelonski MNAC čuva kao trajnu posudbu u muzeju Thyssen-Bornemisza u Madridu mali temperov pano iz 1325., Rođenje Isusovo koje je bilo dio većeg djela. Vasari mu je pripisao zaslugu i za dizajn i rekonstrukciju Ponte Vecchio, što međutim suvremeni znanstvenici osporavaju.
Otac je Agnola Gaddija i Giovannija Gaddija.

## Vanjske poveznice
- Agnolo, Giovanni i Taddeo Gaddi. Katolička enciklopedija. Pristupljeno 29. siječnja 2007.
- Gaddi, Taddeo. Web Gallery of Art. Pristupljeno 29. siječnja 2007.
- Anđeli se prikazuju pastirima. Web Gallery of Art. Pristupljeno 29. siječnja 2007.